# Alun (Bunila), Hunedoara
Alun este un sat în comuna Bunila din județul Hunedoara, Transilvania, România.
În ianuarie 2014 satul avea doar 5 locuitori.

## Monumente istorice
- Biserica de lemn „Adormirea Maicii Domnului”

## Imagini

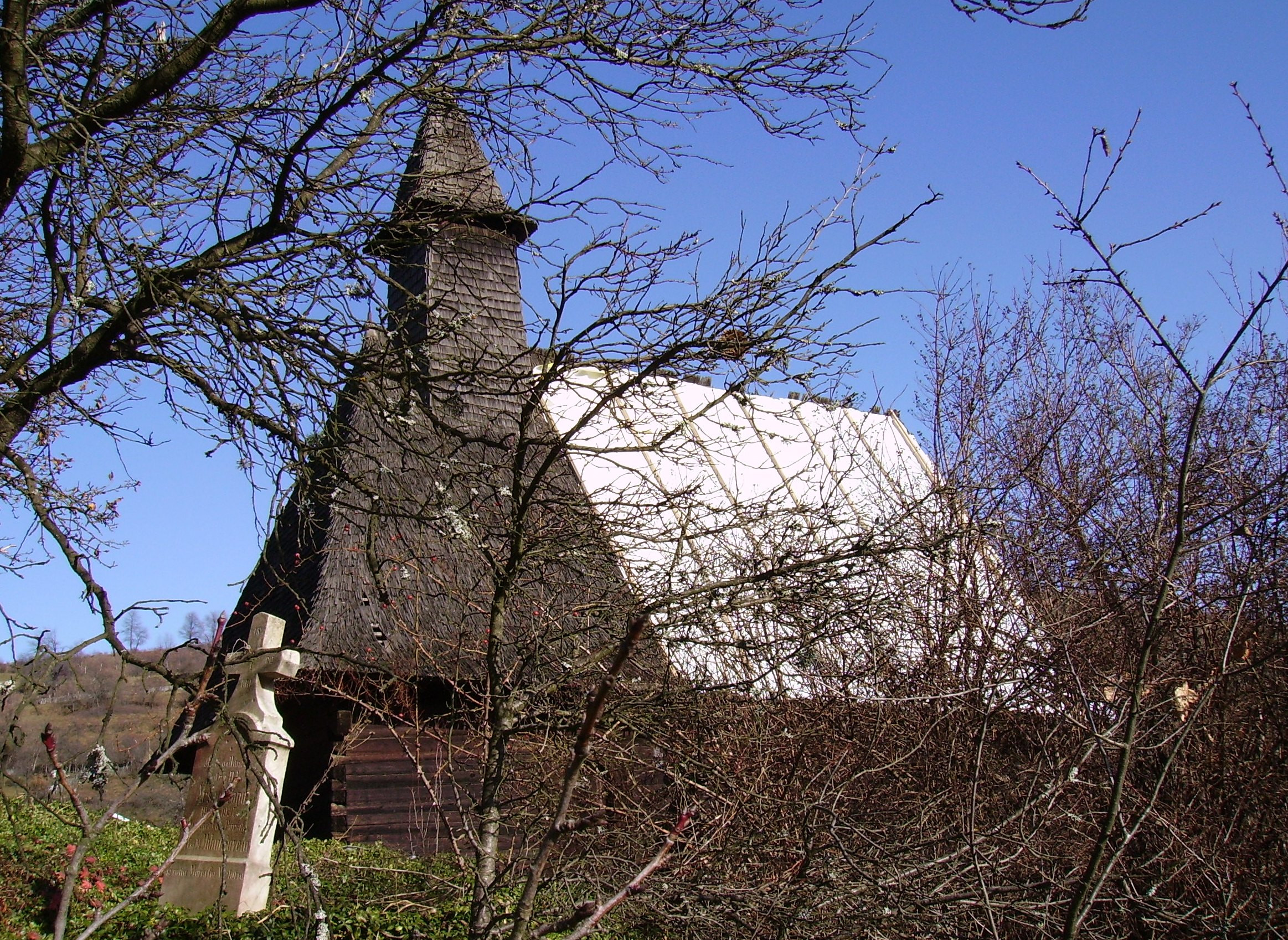
Biserica de lemn
Alun în Harta Iosefină a Transilvaniei, 1769-1773